# Seokhwachon
Pour plus de détails, voir Fiche technique et Distribution.
Seokhwachon (석화촌) est un film sud-coréen réalisé par Jung Jin-woo, sorti en 1972.

## Synopsis
Dans un village de pêcheurs de la côte ouest de la Corée, la noyade d'un pêcheur entraine une série d'événements tragiques. En effet, dans ce village, une croyance veut que l'on ne puisse pas retourner en mer après la mort d'un pêcheur si une autre personne n'est pas morte entre temps.

## Fiche technique
- Titre : Seokhwachon
- Titre original : 석화촌
- Titre anglais : Oyster Village
- Réalisation : Jung Jin-woo
- Scénario : Lee Cheong-jun
- Musique : Han Sang-gi
- Photographie : Bak Süong-bae et Park Seung-bae
- Montage : Kim Hui-su
- Production : Jung Jin-woo
- Société de production : Woo-jin Films
- Pays :  Corée du Sud
- Genre : Drame
- Durée : 96 minutes
- Dates de sortie : 
  -  Corée du Sud : 22 mars 1972

## Distribution
- Yun Il-bong
- Yun Jung-hee

## Distinctions
Le film a reçu le Blue Dragon Film Award du meilleur film.